# Пахтакор (стадион)
Центральный стадион «Пахтако́р» (узб. «Paxtakor» markaziy stadioni) — один из главных стадионов Узбекистана, расположенный в центре Ташкента. Ближайшей станцией метро является «Пахтакор». Стадион вмещает 35 тысяч болельщиков. Является домашним стадионом футбольного клуба «Пахтакор». Кроме того, на стадионе проводит некоторые матчи национальная сборная Узбекистана.

## История
Строительство стадиона было начато в 1954 году и было завершено в 1956 году. Архитектором стадиона является Митхат Сагатдинович Булатов. Изначально стадион вмещал в себя 55 тысяч зрителей, но со временем после ряда реконструкций в 1996, 2008 и 2012 годах вместимость стадиона сократилась до сегодняшнего показателя.
Первый официальный матч на стадионе был сыгран 20 августа 1956 года между футбольными клубами «Пахтакор» и «Динамо Тбилиси», в рамках чемпионата СССР. Первый официальный международный матч был сыгран 19 сентября того же года между «Пахтакором» и албанским «Динамо Тирана», на котором также победу одержала ташкентская команда.
До 2012 года «Пахтакор» являлся основным стадионом, где национальная сборная Узбекистана по футболу проводила домашние матчи. После открытия нового стадиона «Бунёдкор», сборная Узбекистана переехала на новый стадион и теперь на стадионе «Пахтакор» проводит свои некоторые матчи. Также на стадионе проводят домашние матчи юношеская (U-17), юношеская (U-20), молодёжная и олимпийская сборная Узбекистана. На стадионе также проходят другие различные спортивные соревнования и турниры, концерты и развлекательные мероприятия.
В июне 2017 года руководство ФК Пахтакор объявило о реконструкции стадиона, который начнется в 2017 году и закончится в конце 2018-го. Планируется убрать беговые дорожки и построить крышу. После реконструкции стадион будет отвечать всем мировым стандартам.

## Галерея

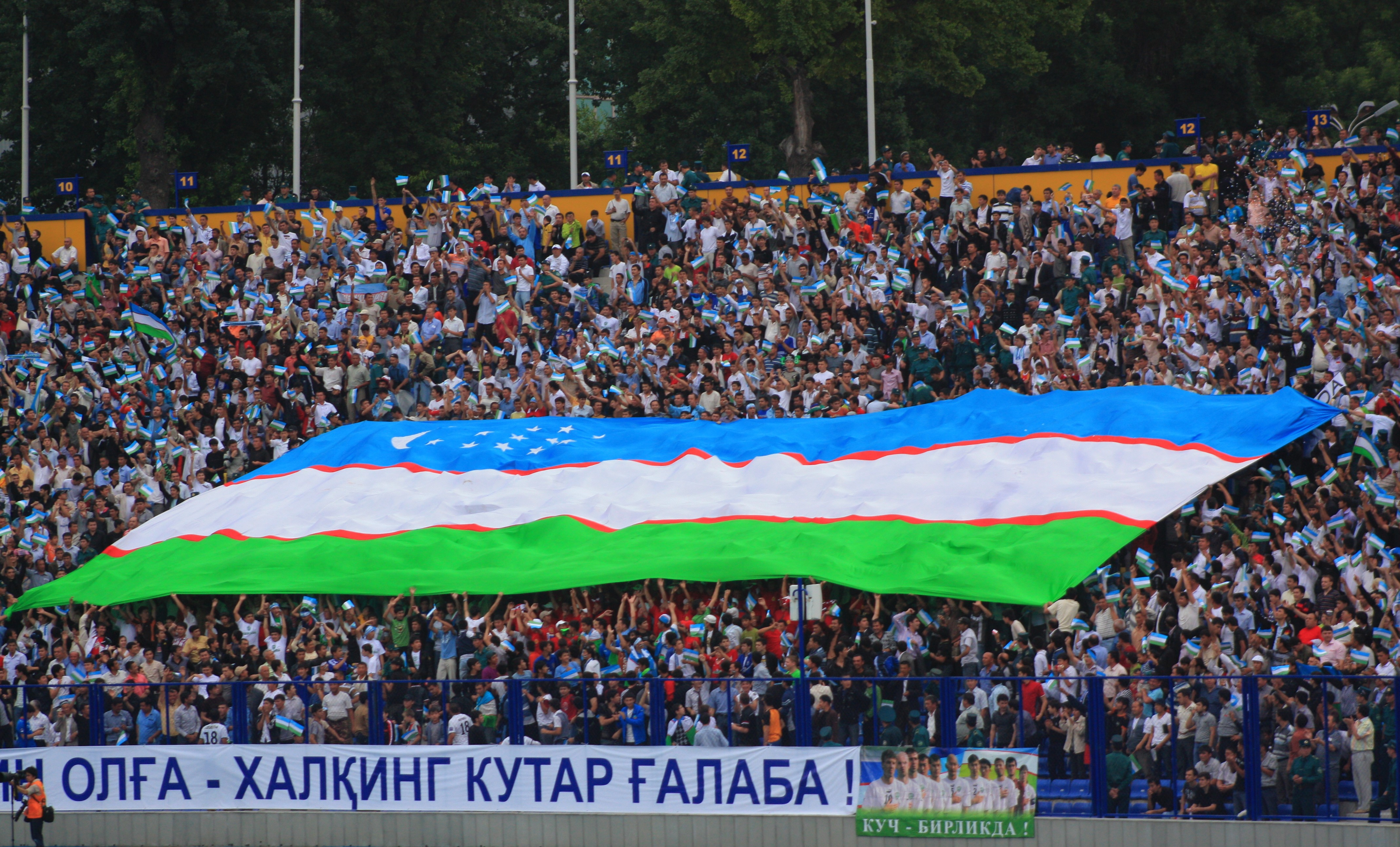
Полные трибуны стадиона «Пахтакор» в матче Узбекистан — Япония. 2012 год.
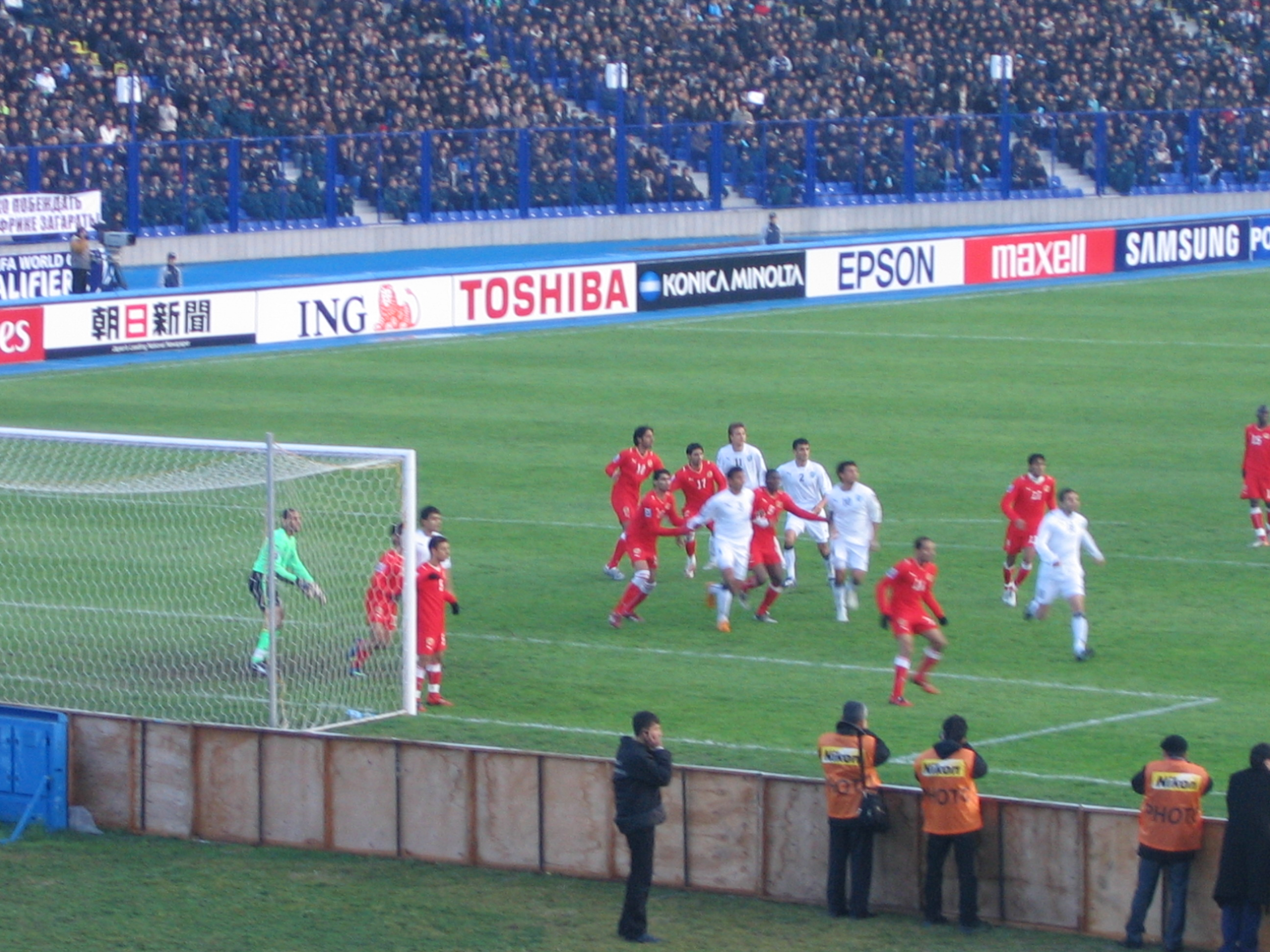
Резонансный матч Узбекистан — Бахрейн в 2005 году проходил на стадионе «Пахтакор». Приведённая фотография сделана на матче тех же соперников в 2009 году.